# Зоран Мулић
Зоран Мулић (Нови Сад, 29. септембар 1957) српски је композитор, педагог и редовни професор Академије уметности у Новом Саду.

## Биографија
Завршио је основне и магистарске студије композиције на Академији уметности у Новом Саду у класи Рудолфа Бручија. Од 1998. на Академији уметности у Новом Саду предаје Тонски слог и потом Композицију и Оркестрацију. Писао је дела за све жанрове, од симфонијске, камерне, концертантне и солистичке музике, до тамбурашке и филмске музике.
Поред композиторског рада, посебно се ангажовао као диригент Тамбурашког оркестра РТВ Нови Сад и Суботичког тамбурашког оркестра (Суботички тамбурашки оркестар) са којим је наступао у Израелу, Белгији, Мађарској, Хрватској, Аустрији, САД и у свим већим градовима у Србији. За уметничке потребе ових и других оркестара (РТВ и РТС) написао је преко 300 аранжмана.

## Награде
Добитник је награда као што су – Искра културе Војводине, Про Урбе града Суботице, Вукова награда Србије, Златна статуета Коста Абрашевић – Ваљево, специјална награда SUMA CUM LAUDE на Интернационалном такмичењу у Белгији итд. Више пута је освајао прву награду на Фестивалу тамбурашких оркестара Југославије, а преко двадесет пута прве награде на Фестивалу тамбурашких оркестара Војводине. Добитник је и низа награда за аранжмане.
Председник је Удружења композитора Војводине, Савеза музичких друштава Војводине, Савеза тамбураша Војводине, потпредседник Асоцијације за заштиту права извођача Србије, члан СОКОЈА, члан Савеза аматера Србије и Војводине.

## Одабрана дела
- Балети: Вечити младожења, Избирачица, Циганска тајна и Пачија школа;
- Симфонија бр. 1, Концерт за виолину и симфонијски оркестар, Оријент експрес за симфонијски оркестар;
- Кроз време за звона, удараљке и тамбурашки оркестар;
- Литургија Светог Јована Златоустог; итд.